# Центральный Коспашский
Центра́льный Кóспашский — посёлок в Пермском крае России. Входит в Кизеловский городской округ.
Ближайшая железнодорожная станция города Кизела находится в 10 км к западу от посёлка.

## История
Основан в 1938 году. С 1949 до 1957 года был частью города Коспаш.
Указом Президиума Верховного Совета РСФСР от 5 января 1957 года из города Кизела выделены посёлки при шахте № 39 и отнесены к категории рабочих поселков с присвоением наименования — рабочий посёлок Центральный-Коспашский[уточнить].
С 1 июля 2009 года отнесён к сельским населённым пунктам.
С декабря 2004 года до апреля 2018 года посёлок был центром Центрально-Коспашского сельского поселения Кизеловского муниципального района.

## Население
| 1959   | 1970    | 1979  | 1989  | 2002  | 2005  | 2006  | 2007  | 2009  |
| ------ | ------- | ----- | ----- | ----- | ----- | ----- | ----- | ----- |
| 22 945 | ↘13 888 | ↘9032 | ↘7350 | ↘2877 | ↗2900 | ↘2800 | →2800 | ↘2749 |
| 2010   | 2012    | 2013  | 2014  | 2015  | 2016  | 2017  | 2018  |       |
| ↘1464  | ↘1439   | ↘1422 | ↘1405 | ↘1380 | ↘1365 | ↘1352 | ↘1331 |       |